# Bemelerberg & Schiepersberg
Bemelerberg & Schiepersberg is een Natura 2000-gebied (nummer 156) in de Nederlandse provincie Limburg. De gebieden liggen op oostflank van het Maasdal, in de gemeenten Maastricht, Eijsden-Margraten en Valkenburg aan de Geul. De aanwijzing omvat een oppervlakte van 177 ha. Het strekt zich uit van Berg en Terblijt in het noorden, via Bemelen en Sint Antoniusbank naar Cadier en Keer en verder door naar Groot Welsden.

## Groeves
Naast de bovengrondse graslanden en bossen zijn ook een aantal ondergrondse groeven beschermd ten behoeve van enkele vleermuissoorten. Groeves in het gebied zijn onder andere:
- Koelebosgroeve
- Nevenkoelebosgroeve
- Gasthuisdelgroeve
- Cluysberggroeve
- Winkelberggroeve
- Strooberggroeve (onder Bemelerberg)
- Groeve Onder de weg
- Bemelerbosgroeve I
- Bemelerbosgroeve II
- Bemelerbosgroeve III
- Mettenberggroeve I
- Mettenberggroeve II
- Mettenberggroeve III
- Mettenberggroeve IV
- Mettenberggroeve V
- Schoorberggroeve I
- Schoorberggroeve II
- Roothergroeve
- Bunderberggroeve
- Koeberggroeve
- Julianagroeve

## Heuvels
Heuvels die in het gebied liggen zijn onder andere:
- Bemelerberg
- Krekelberg
- Mettenberg met helling bos Bemelerbos
- Bundersberg
- Koeberg
- Schiepersberg